# St. Lambertus (Dremmen)
Koordinaten: 51° 2′ 22″ N, 6° 8′ 50″ O
Die Kirche St. Lambertus hat ihren Standort im Ortsteil Dremmen in der Stadt Heinsberg in Nordrhein-Westfalen. Sie steht als Baudenkmal unter Denkmalschutz.

## Lage
Die dreischiffige Kirche ist der Mittelpunkt des Ortes. Sie steht in Dremmen an der Lambertusstraße. An der Südwestseite der Kirche befindet sich die Gedenkstätte der in den Kriegen gefallenen und vermissten Soldaten.

## Geschichte
Eine im 9. Jahrhundert zerstörte Holzkirche wurde im 11./12. Jahrhundert von einer Saalkirche in Stein mit einem Rechteckchor ersetzt. Im 13. Jahrhundert wurde die Kirche mit Seitenschiffe erweitert. Der Westturm und ein gotischer Chor wurde um 1500 erbaut. 1716 brannte die Kirche vollständig aus und wurde 1721 wieder aufgebaut. Wegen Baufälligkeit wurde 1827 der Baumeister Johann Peter Cremer mit der Planung eines Kirchenneubaus betraut. Der alte Kirchturm wurde in die neue Kirche einbezogen. Am 17. September 1835 war die Benedikation, die feierliche Weihe am 7. Mai 1852. Kriegsschäden aus 1945 wurden bis 1949 behoben. Eine Renovierung unter der Leitung von Leo Hugot aus Aachen wurde 1981/82 durchgeführt. Am 12. September 1982 wurde der neue Altar eingeweiht.
St. Lambertus gehört heute zur Gemeinschaft der Gemeinden (GdG) Heinsberg-Oberbruch (Bistum Aachen).

## Architektur
Die Kirche ist ein dreischiffiger, basilikaler Backsteinbau mit einem Triumphbogen und einem gerade geschlossenen Chor. Das Hauptschiff ziert eine Kassettendecke, der Chor wird von einem Tonnengewölbe überdeckt. Der fünfgeschossige, eingezogene Turm trägt einen achtseitigen, in der Mitte gebrochenen Helm mit einem Wetterhahn. Das Obergeschoss und der Helm stammen aus dem 18. Jahrhundert. An der Südseite des Turms befindet sich ein sechsseitiges Treppentürmchen.

## Ausstattung
- Das Gehäuse der Orgel mit 24 Registern mit elektropneumatischer Traktur stammt aus dem Jahre 1836 und beherbergte seinerzeit eine Orgel der Orgelbauwerkstatt Gebrüder Müller aus Reifferscheid mit 36 Registern. Die heutige Orgel stammt aus der Nachkriegszeit und entstammt der Orgelbauanstalt Karl Bach aus Aachen.
- Die fünf Glocken aus dem Jahre 1953 mit den Schlagtönen b0, c', es', f', g' stellen das größte Euphongeläute im Bistum Aachen dar. Im Erdgeschoss des Kirchturms befindet sich eine weitere, nicht mehr läutbare Glocke aus 1763.[2]
- Am Kirchturm ist eine Turmuhr eingebaut.[3]
- Die Kirche besitzt eine Buntverglasung.[4]
- Altar aus Bronzeornamenten, Sakramentsaltar.

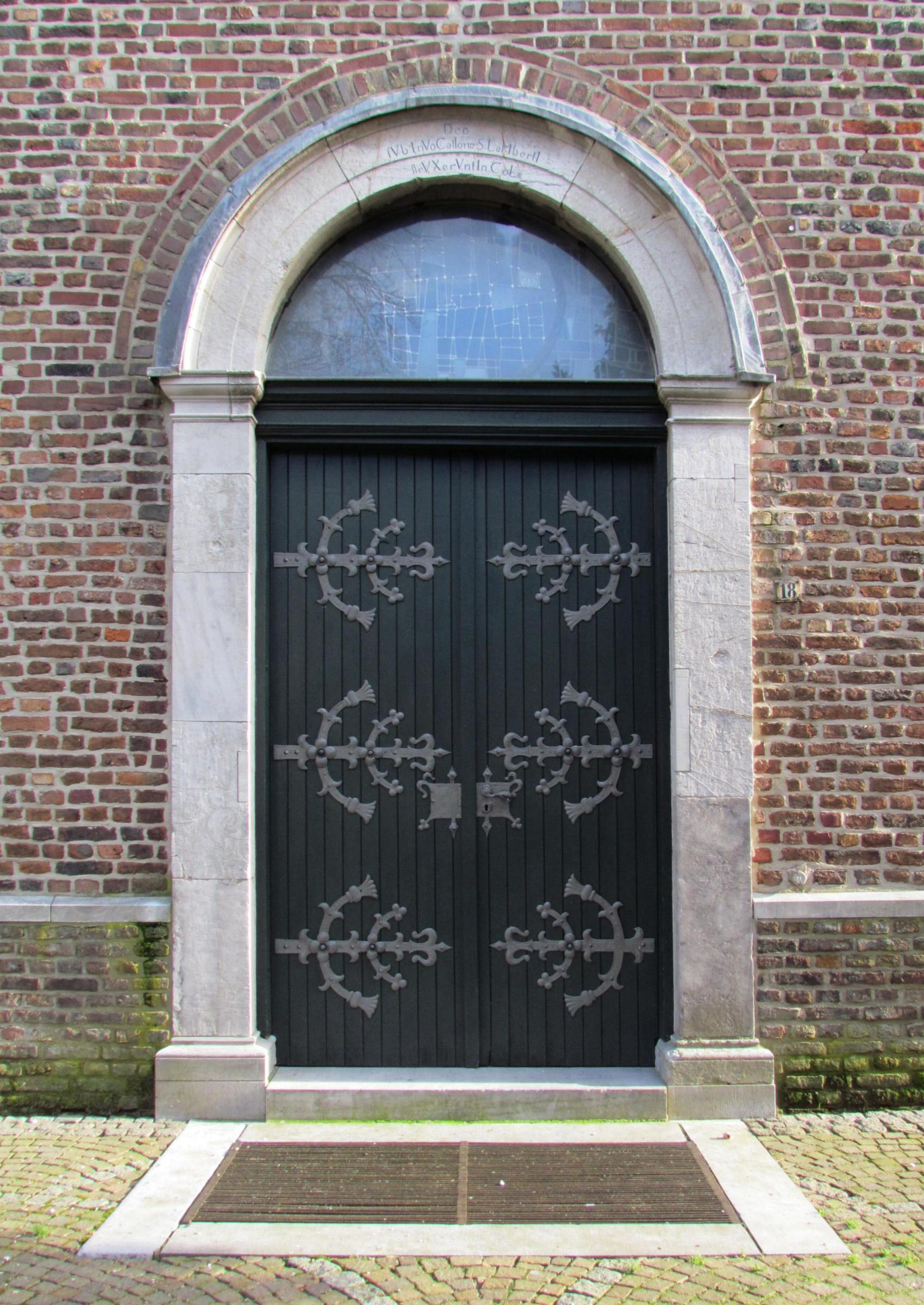
Kircheneingang
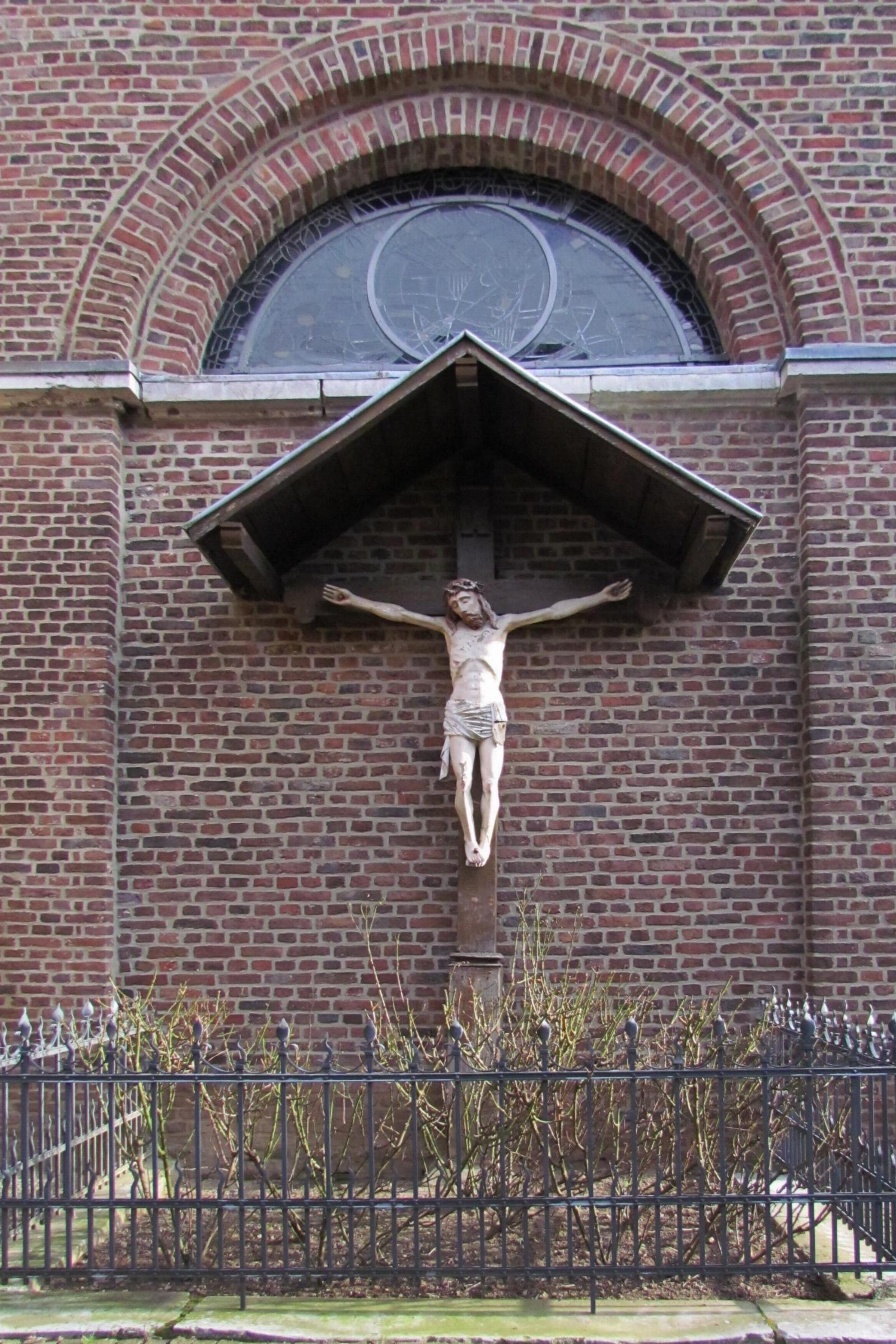
Missionskreuz
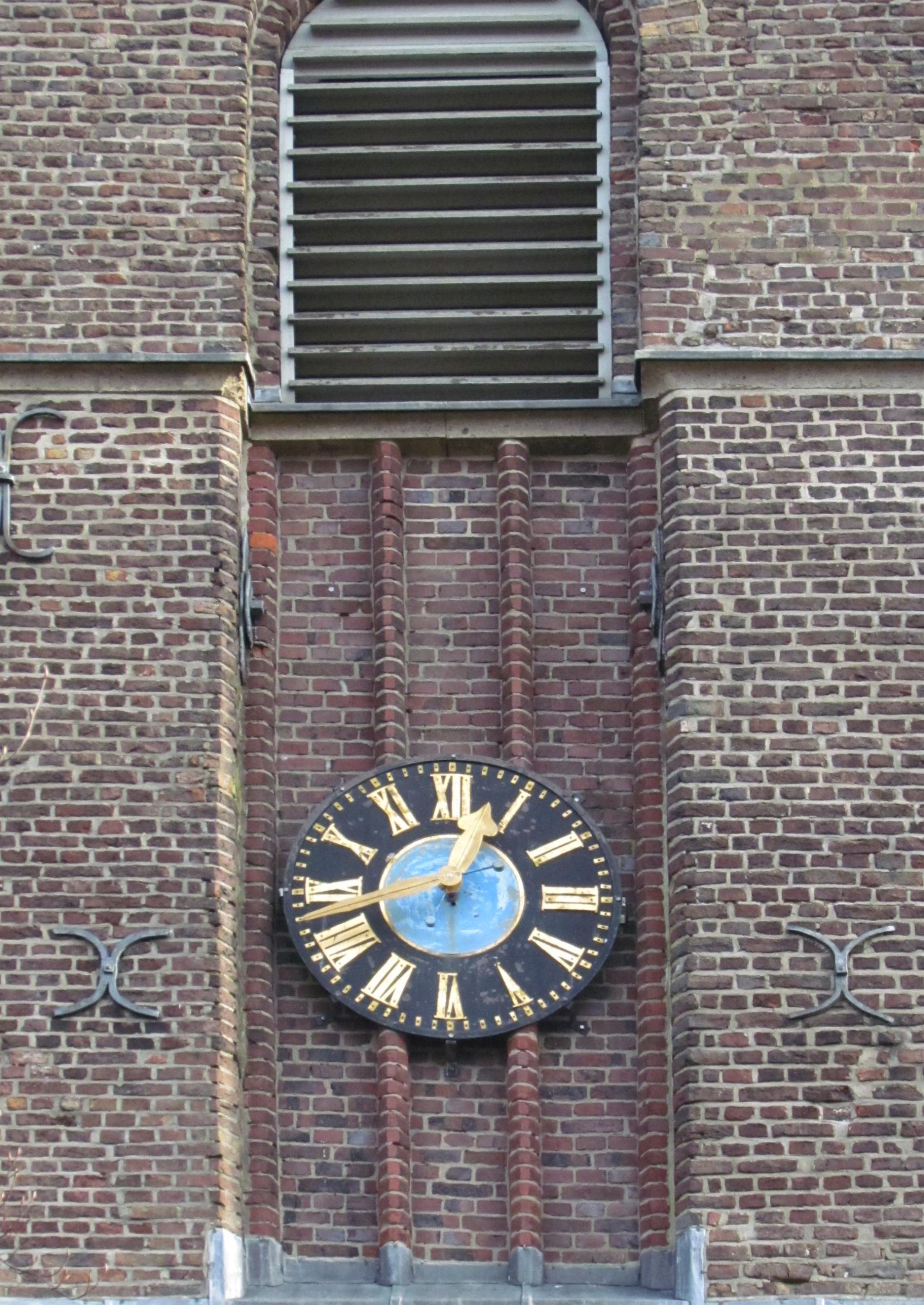
Turmuhr
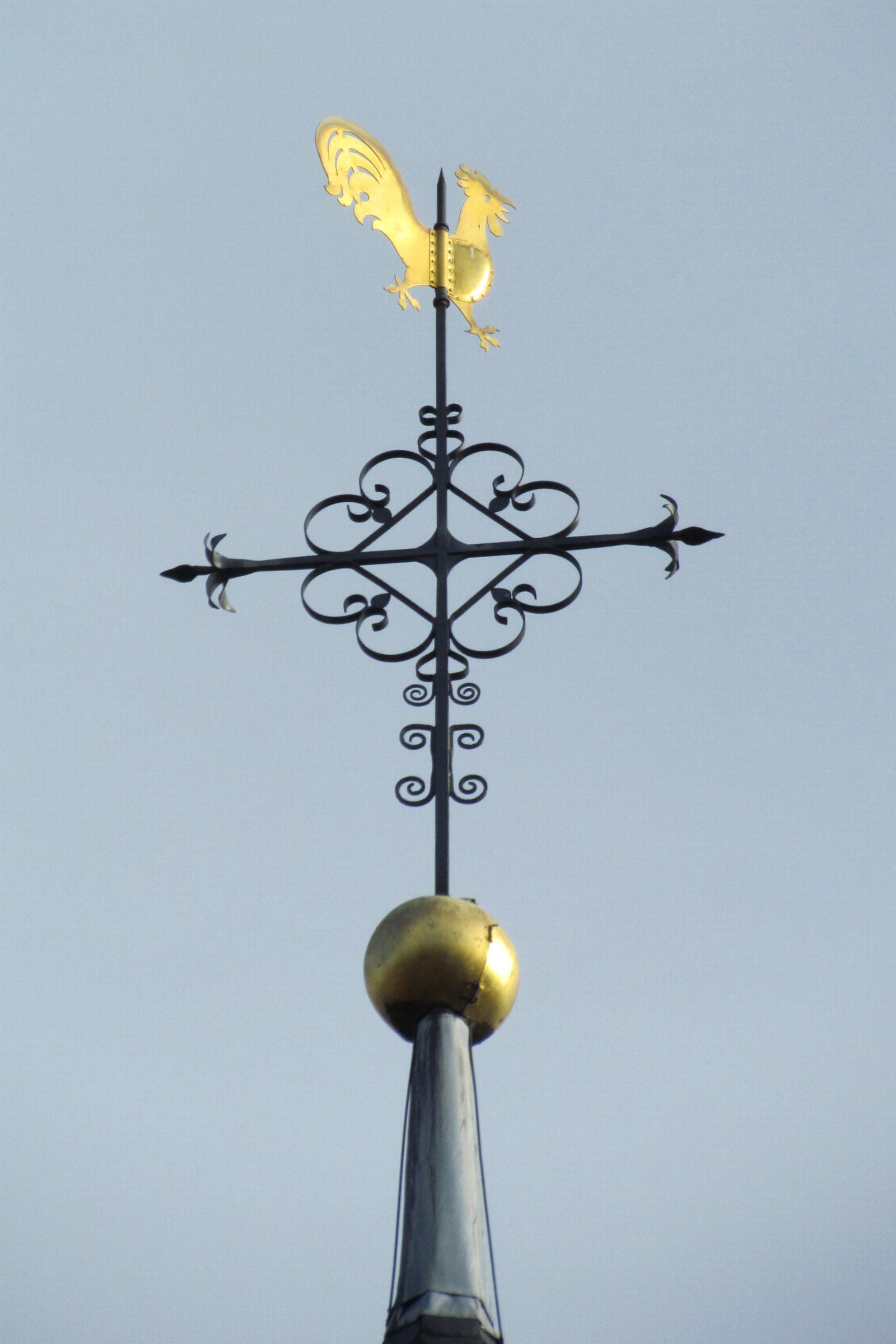
Wetterhahn
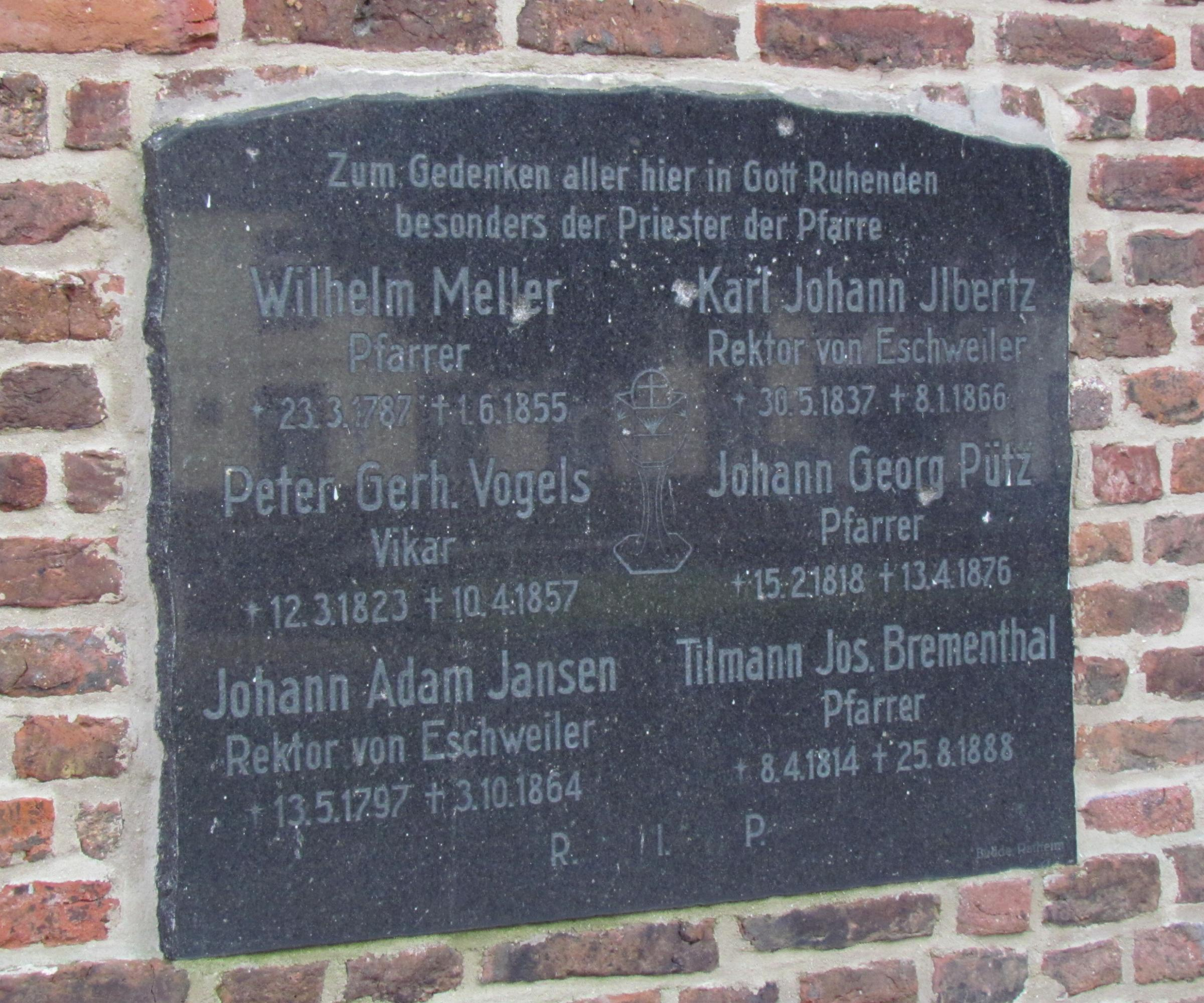
Pfarrer-Gedenktafel
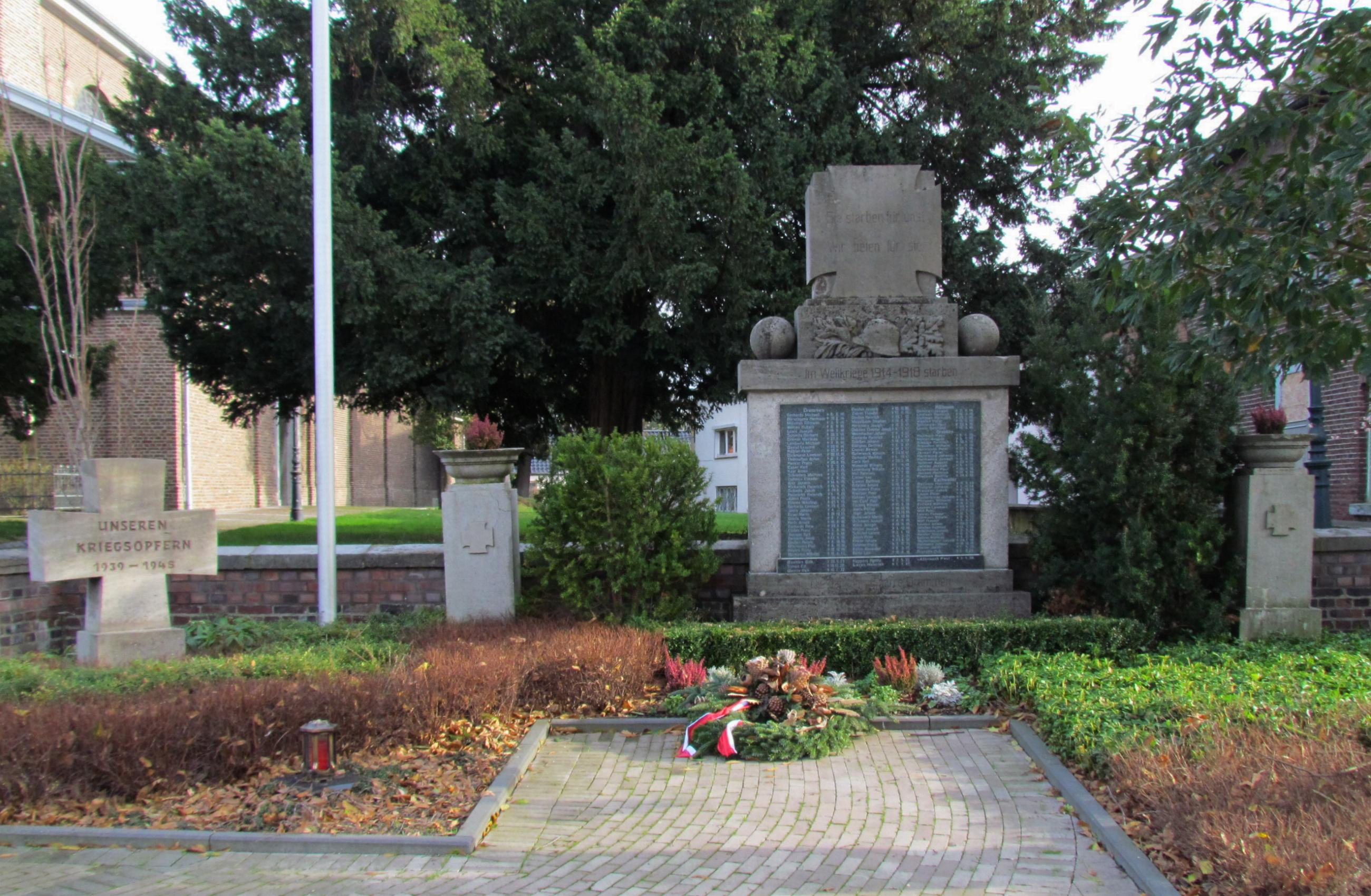
Ehrenmal

## Presseberichte
- Vor 250 Jahren hat zum ersten Mal die Katharinenglocke geläutet (AZ vom 17. Februar 2013)
- Glocken sind wahre Kunstwerke (Kirchenzeitung 9/2013)